# Нью-Браунфелс (Техас)
Нью-Браунфелс (англ. New Braunfels) — місто (англ. city) в США, адміністративний центр округу Комал і Гвадалупе у центральній частині штату Техас. Населення — 90 403 особи (2020). Назване за назвою міста Браунфельс у Німеччині. У перекладі з німецької мови слово Braunfels означає «коричневий камінь». Місто засноване німецькою громадою та впродовж XIX століття навіть англомовні жителі Техасу вимовляли назву на німецький манер (Ной-Браунфельс).

## Географія
Нью-Браунфелс розташований за координатами 29°41′57″ пн. ш. 98°6′54″ зх. д. / 29.69917° пн. ш. 98.11500° зх. д. (29.699301, -98.115109).  За даними Бюро перепису населення США в 2010 році місто мало площу 114,67 км², з яких 113,63 км² — суходіл та 1,05 км² — водойми.

### Клімат
| Клімат : Нью-Браунфелс       | Клімат : Нью-Браунфелс | Клімат : Нью-Браунфелс | Клімат : Нью-Браунфелс | Клімат : Нью-Браунфелс | Клімат : Нью-Браунфелс | Клімат : Нью-Браунфелс | Клімат : Нью-Браунфелс | Клімат : Нью-Браунфелс | Клімат : Нью-Браунфелс | Клімат : Нью-Браунфелс | Клімат : Нью-Браунфелс | Клімат : Нью-Браунфелс | Клімат : Нью-Браунфелс |
| Показник                     | Січ.                   | Лют.                   | Бер.                   | Квіт.                  | Трав.                  | Черв.                  | Лип.                   | Серп.                  | Вер.                   | Жовт.                  | Лист.                  | Груд.                  | Рік                    |
| Абсолютний максимум, °C      | 31,7                   | 36,7                   | 37,8                   | 40,6                   | 39,4                   | 43,3                   | 43,3                   | 43,3                   | 44,4                   | 37,8                   | 34,4                   | 32,8                   | 44,4                   |
| Середній максимум, °C        | 16,7                   | 19,4                   | 23,3                   | 26,7                   | 30,0                   | 32,8                   | 35,0                   | 35,0                   | 32,2                   | 27,8                   | 21,7                   | 17,8                   | 26,6                   |
| Середня температура, °C      | 9,4                    | 11,7                   | 15,6                   | 18,9                   | 23,3                   | 26,7                   | 28,3                   | 28,3                   | 25,6                   | 20,6                   | 15,0                   | 10,6                   | 19,5                   |
| Середній мінімум, °C         | 2,8                    | 5,0                    | 7,8                    | 11,7                   | 16,7                   | 20,0                   | 21,7                   | 21,1                   | 18,3                   | 12,8                   | 7,8                    | 3,9                    | 12,5                   |
| Абсолютний мінімум, °C       | −16,7                  | −13,3                  | −8,3                   | −1,7                   | 2,8                    | 7,8                    | 15,0                   | 14,4                   | 6,1                    | −4,4                   | −7,8                   | −16,7                  | −16,7                  |
| Норма опадів, мм             | 48                     | 50                     | 52                     | 69                     | 127                    | 122                    | 51                     | 59                     | 88                     | 111                    | 69                     | 62                     | 908                    |
| ---------------------------- | ---------------------- | ---------------------- | ---------------------- | ---------------------- | ---------------------- | ---------------------- | ---------------------- | ---------------------- | ---------------------- | ---------------------- | ---------------------- | ---------------------- | ---------------------- |
| Джерело: The Weather Channel |                        |                        |                        |                        |                        |                        |                        |                        |                        |                        |                        |                        |                        |

## Демографія
Згідно з переписом 2010 року, у місті мешкало 57 740 осіб у 21 259 домогосподарствах у складі 15 054 родин. Густота населення становила 504 особи/км².  Було 23381 помешкання (204/км²).
Расовий склад населення:
| - 86,8 % — білих - 1,9 % — чорних або афроамериканців - 1,0 % — азіатів - 0,7 % — корінних американців - 7,3 % — осіб інших рас |

До двох чи більше рас належало 2,3 %. Частка іспаномовних становила 35,0 % від усіх жителів.
За віковим діапазоном населення розподілялося таким чином: 27,2 % — особи молодші 18 років, 59,1 % — особи у віці 18—64 років, 13,7 % — особи у віці 65 років та старші. Медіана віку мешканця становила 35,6 року. На 100 осіб жіночої статі у місті припадало 92,5 чоловіків;  на 100 жінок у віці від 18 років та старших — 88,5 чоловіків також старших 18 років.
Середній дохід на одне домашнє господарство  становив 71 658 доларів США (медіана — 59 721), а середній дохід на одну сім'ю — 79 235 доларів (медіана — 68 011). Медіана доходів становила 47 965 доларів для чоловіків та 37 207 доларів для жінок. За межею бідності перебувало 9,5 % осіб, у тому числі 13,4 % дітей у віці до 18 років та 7,4 % осіб у віці 65 років та старших.
Цивільне працевлаштоване населення становило 30 525 осіб. Основні галузі зайнятості: освіта, охорона здоров'я та соціальна допомога — 22,5 %, роздрібна торгівля — 14,7 %, мистецтво, розваги та відпочинок — 11,2 %, науковці, спеціалісти, менеджери — 9,9 %.

## Відомі особистості
У місті народився:
- Боб Крюгер (* 1935) — американський політик і дипломат.